# Fotoelasticidade

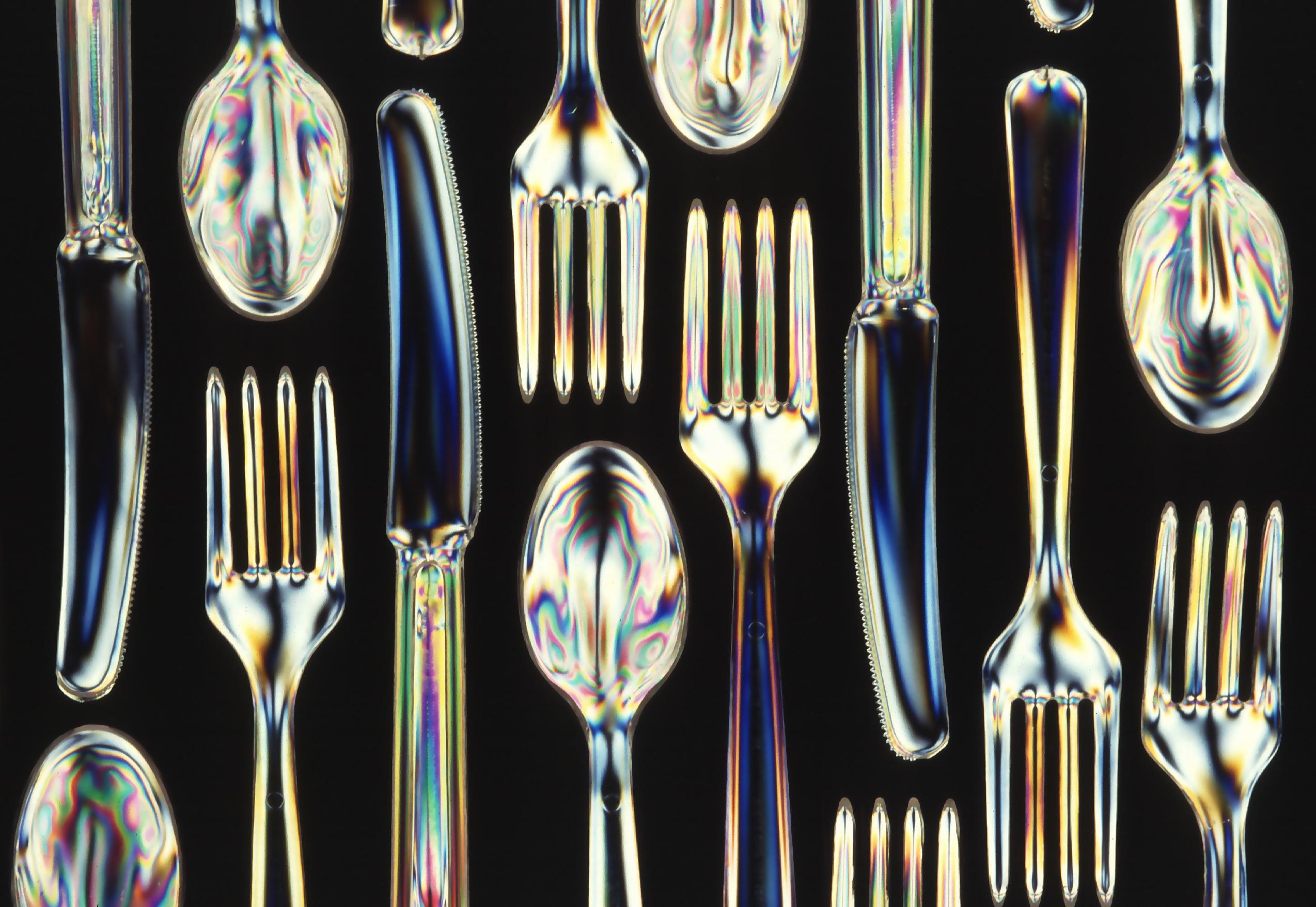
Utensílios de plástico em um experimento de fotoelasticidade

A fotoelasticidade descreve mudanças nas propriedades ópticas de um material sob deformação mecânica. É uma propriedade de todos os meios dielétricos e costuma ser usada para determinar experimentalmente a distribuição de tensões em um material, onde dá uma imagem das distribuições de tensões em torno das descontinuidades nos materiais. Os experimentos fotoelásticos (também chamados informalmente de fotoelasticidade) são uma ferramenta importante para determinar pontos críticos de tensão em um material e são usados para determinar a concentração de tensões em geometrias irregulares.

## História
O fenômeno fotoelástico foi descoberto pelo físico escocês David Brewster. Estruturas experimentais foram desenvolvidas no início do século 20 com os trabalhos de EG Coker e LNG Filon da University of London. Seu livro Treatise on Photoelasticity, publicado em 1930 pela Cambridge Press, tornou-se um texto padrão sobre o assunto. Entre 1930 e 1940, muitos outros livros apareceram sobre o assunto, incluindo livros em russo, alemão e francês. Ao mesmo tempo, muito desenvolvimento ocorreu em campo - grandes melhorias foram alcançadas na técnica e o equipamento foi simplificado. Com refinamentos na tecnologia, experimentos fotoelásticos foram estendidos para determinar estados tridimensionais de tensão. Paralelamente aos desenvolvimentos na técnica experimental, a primeira descrição fenomenológica da fotoelasticidade foi dada em 1890 por Friedrich Pockels, no entanto, ela se provou inadequada quase um século depois por Nelson & Lax já que a descrição de Pockels apenas considerou o efeito de tensão mecânica nas propriedades ópticas do material.
Com o advento do polariscópio digital - possibilitado por diodos emissores de luz - o monitoramento contínuo de estruturas sob carga tornou-se possível. Isso levou ao desenvolvimento da fotoelasticidade dinâmica, que tem contribuído muito para o estudo de fenômenos complexos como a fratura de materiais.